# عين التينة (اللاذقية)
عين التينة بلدة وناحية إدارية سوريّة تتبع منطقة الحفّة في محافظة اللاذقية. بلغ عدد سكان الناحية 6825 نسمة حسب تعداد عام 2004.